# 6429 Brancusi
A 6429 Brancusi (ideiglenes jelöléssel 4050 T-1) a Naprendszer kisbolygóövében található aszteroida. Cornelis Johannes van Houten,  Ingrid van Houten-Groeneveld és Tom Gehrels fedezte fel 1971. március 26-án.